# David Maney Currin
David Maney Currin, Sr. (* 11. November 1817 in Murfreesboro, Tennessee; † 25. März 1864 in Richmond, Virginia) war Staatsanwalt von Tennessee und Politiker (Demokratische Partei), der während des Sezessionskriegs im Konföderiertenkongress tätig war. Ferner war er mit Letitia Irby Watson verheiratet, die er im am 16. Dezember 1845 in Williamson County zu Frau nahm.

## Karriere
Er entschied sich 1851 eine politische Laufbahn einzuschlagen, als er für einen Sitz im Repräsentantenhaus von Tennessee (29. General Assembly) kandidierte, wo er nach erfolgreicher Wahl bis 1853 verblieb. Currin vertrat dort das Fayette, das Hardeman und das Shelby County.
Nach der Sezessionsverfügung und dem Ausbruch des Amerikanischen Bürgerkriegs vertrat er zwischen 1861 und 1862 seinen Staat beim Provisorischen Konföderiertenkongress. Anschließend vertrat er den Middle Tennessee Distrikt im 1. Konföderiertenkongress. Eine Zeitung in Nashville schrieb: „Hon. D. M. Currin was returned from his district. He deservedly ranks highest as a politician and is as disinterested a patriot as lives. He is a man of good ability and will make a worthy, active and efficient representative.“ Außerdem war er von 1862 bis zu seinem Tod am 25. März 1864 in Richmond, Virginia im 2. Konföderiertenkongress tätig.